# Syntrichura reba
Syntrichura reba är en fjärilsart som beskrevs av Druce 1896. Syntrichura reba ingår i släktet Syntrichura och familjen björnspinnare. Inga underarter finns listade i Catalogue of Life.